# Bennard Yao Kumordzi
Bennard Yao Kumordzi (ur. 11 listopada 1985 w Akrze) – piłkarz ghański grający na pozycji ofensywnego pomocnika.

## Kariera klubowa
Piłkarską karierę Kumordzi rozpoczął w młodzieżowym klubie Klagon FC. Z czasem trafił do Supreme FC, w którym zaliczył dwa spotkania w trzeciej lidze Ghany. Na początku 2005 roku wyjechał do Szwecji i podpisał kontrakt z tamtejszym IFK Norrköping. Początkowo występował w szóstoligowych rezerwach klubu (FC Norrköping), gdzie strzelił 17 goli w 11 spotkaniach, a następnie awansował do składu pierwszej drużyny IFK i zaliczył występy w drugiej lidze szwedzkiej.
Latem 2006 Kumordzi trafił do Grecji. Został piłkarzem AO Egaleo (podpisał pięcioletni kontrakt), w którym od początku występował w pierwszym składzie. Na koniec sezonu 2006/2007 zespół spadł jednak z pierwszej ligi do drugiej. Latem 2007 interesował się nim Bayer 04 Leverkusen, jednak ostatecznie zawodnik przeszedł do Panioniosu GSS. Następnie grał w Dijon FCO i KRC Genk, a w 2017 trafił do KV Kortrijk.
| Sezon   | Klub           | Kraj    | Rozgrywki          | Mecze | Bramki | Rozgrywki Europy | Mecze | Bramki |
| ------- | -------------- | ------- | ------------------ | ----- | ------ | ---------------- | ----- | ------ |
| 2005    | IFK Norrköping | Szwecja | Superettan         | 4     | 2      | –                | –     | –      |
| 2006    | IFK Norrköping | Szwecja | Superettan         | 5     | 0      | –                | –     | –      |
| 2006/07 | AO Egaleo      | Grecja  | Superleague Ellada | 22    | 5      | –                | –     | –      |
| 2007/08 | Panionios GSS  | Grecja  | Superleague Ellada | 17    | 2      | Liga Europy UEFA | 6     | 0      |
| 2008/09 | Panionios GSS  | Grecja  | Superleague Ellada | 21    | 7      | –                | –     | –      |
| 2009/10 | Panionios GSS  | Grecja  | Superleague Ellada | 28    | 3      | –                | –     | –      |
| 2010/11 | Panionios GSS  | Grecja  | Superleague Ellada | 23    | 1      | –                | –     | –      |
| 2011/12 | Panionios GSS  | Grecja  | Superleague Ellada | 13    | 1      | –                | –     | –      |
| 2011/12 | Dijon FCO      | Francja | Ligue 1            | 16    | 1      | –                | –     | –      |
| 2012/13 | KRC Genk       | Belgia  | Eerste klasse      | 25    | 2      | Liga Europy UEFA | 6     | 0      |
| 2013/14 | KRC Genk       | Belgia  | Eerste klasse      | 34    | 5      | Liga Europy UEFA | 10    | 1      |
| 2014/15 | KRC Genk       | Belgia  | Eerste klasse      | 6     | 0      | –                | –     | –      |
| 2015/16 | KRC Genk       | Belgia  | Eerste klasse      | 13    | 0      | –                | –     | –      |
| 2016/17 | KRC Genk       | Belgia  | Eerste klasse      | 12    | 1      | Liga Europy UEFA | 7     | 0      |
| 2017/18 | KV Kortrijk    | Belgia  | Eerste klasse      | 31    | 1      | –                | –     | –      |
| 2018/19 | KV Kortrijk    | Belgia  | Eerste klasse      |       |        | –                | –     | –      |

## Kariera reprezentacyjna
20 stycznia 2007 Kumordzi został powołany do olimpijskiej reprezentacji Ghany na mecze kwalifikacyjne do Igrzysk Olimpijskich w Pekinie z Burkina Faso. 27 marca zadebiutował w pierwszej reprezentacji w przegranym 0:1 w Szwecji towarzyskim meczu z Brazylią. W 2008 roku został powołany przez Claude’a Le Roy do kadry na Puchar Narodów Afryki 2008.